# Bradić
Bradić (cyr. Брадић) – wieś w Serbii, w okręgu maczwańskim, w mieście Loznica. W 2011 roku liczyła 735 mieszkańców.